# Patxi Santamaría
Patxi Santamaría Murua (San Sebastián, 21 de diciembre de 1959) es un actor y director de teatro español, conocido por interpretar el papel de Marcelo Gaztañaga en la telenovela Acacias 38.

## Biografía
Patxi Santamaría nació el 21 de diciembre de 1959 en San Sebastián, en la provincia de Guipúzcoa, en la comunidad del País Vasco (España), y además de la actuación también se dedica al teatro.

## Carrera
Patxi Santamaría formado en algunas compañías de teatro de la zona donde vive, pronto decidió centrarse en la actuación. Con apenas veinticuatro años debutó en el cine en la película Akelarre dirigida por Pedro Olea, que compitió en el Festival Internacional de Cine de Berlín de 1984. Siguieron otras participaciones en películas, como en 1989 en Ander eta Yul, en 1991 en Santa Cruz, el cura guerrillero y Vacas, en 1992 en Amor en off, en 2000 en Carretera y manta, en 2001 en Visionarios y en Mi hijo Arturo, en 2006 en Skizo, en 2008 en Eskalofrío, en 2010 en Izarren argia y en Mystikal, en 2011 en Bi anai, en 2017 en Órbita 9, en 2018 en El pacto y en 2019 en Diecisiete. También ha actuado en cortometrajes como en 1999 en Requiem, en 2000 en Compartiendo Glenda, en 2005 en Hora cero y en Para siempre, en 2012 en Agua!, en 2013 en Escuchame y en 2021 en Polvo somos. Además de haber actuado en el cine, también participó en diversas series de televisión como en 2005 y 2006 en Mi querido Klikowsky, en 2006 Balbemendi, en 2008 en Qué vida más triste, en 2009 en Euskolegas, en 2014 en Cuéntame cómo pasó, en 2018 en Presunto culpable, en 2020 en IXA Serie-Aplikazioa y en Patria, en 2021 y en 2022 en El internado: Las Cumbres. En 2021 interpretó el papel de Marcelo Gaztañaga en la telenovela transmitida por La 1 Acacias 38. En 2011, protagonizó la película para televisión Sabin, mientras que en 2018 protagonizó la película para televisión Sanctuaire.

## Filmografía

### Cine
| Año  | Título                          | Personaje       | Director                |
| ---- | ------------------------------- | --------------- | ----------------------- |
| 1984 | Akelarre                        |                 | Pedro Olea              |
| 1989 | Ander eta Yul                   | Ana Díez        |                         |
| 1991 | Santa Cruz, el cura guerrillero | Sargento        | José María Tuduri       |
| 1991 | Vacas                           | Periodista 1    | Julio Medem             |
| 1992 | Amor en off                     |                 | Koldo Izaguirre         |
| 2000 | Carretera y manta               | Rufián          | Alfonso Arandia         |
| 2001 | Visionarios                     | Setien          | Manuel Gutiérrez Aragón |
| 2001 | Mi hijo Arturo                  |                 | Pedro Costa             |
| 2006 | Skizo                           | Luis            | Jesús Ponce             |
| 2008 | Eskalofrío                      | Padre Jonás     | Isidro Ortiz            |
| 2010 | Izarren argia                   | Doctor Vallejo  | Mikel Rueda             |
| 2010 | Mystikal                        | Morzeo          | Ángel Alonso            |
| 2011 | Bi anai                         | Carmen's father | Imanol Rayo             |
| 2017 | Órbita 9                        | General         | Hatem Khraiche          |
| 2018 | El pacto                        | Santero         | David Victori           |
| 2019 | Diecisiete                      | Padre Rosa      | Daniel Sánchez Arévalo  |

### Televisión
| Año       | Título                    | Personaje                                       | Notas                                                      |
| --------- | ------------------------- | ----------------------------------------------- | ---------------------------------------------------------- |
| 2005-2006 | Mi querido Klikowsky      |                                                 | 2 episodios                                                |
| 2006      | Balbemendi                | Jesus Lopez de Goikoetxea                       |                                                            |
| 2008      | Qué vida más triste       |                                                 | 1 episodio                                                 |
| 2009      | Euskolegas                |                                                 | 1 episodio                                                 |
| 2011      | Sabin                     | Película de televisión dirigida por Patxi Barko |                                                            |
| 2014      | Cuéntame cómo pasó        | Romero Parrales                                 | 1 episodio                                                 |
| 2014      | Sanctuaire                | Antxon                                          | Película de televisión dirigida por Olivier Masset-Depasse |
| 2018      | Presunto culpable         | Padre Leandro                                   | 3 episodios                                                |
| 2020      | IXA Serie-Aplikazioa      |                                                 | 1 episodio                                                 |
| 2020      | Patria                    | Don Serapio                                     | 6 episodios                                                |
| 2021      | Acacias 38                | Marcelo Gaztañaga                               | 80 episodios                                               |
| 2021-2022 | El internado: Las Cumbres | Pelayo                                          | 16 episodios                                               |

### Cortometrajes
| Año  | Título              | Personaje                    | Director                  |
| ---- | ------------------- | ---------------------------- | ------------------------- |
| 1999 | Requiem             |                              | Oscar Currás y Iñigo Royo |
| 2000 | Compartiendo Glenda |                              | Jose Mari Goenaga         |
| 2005 | Hora cero           |                              | Vanessa Rodríguez         |
| 2005 | Para siempre        |                              | Iñigo Kintana             |
| 2012 | Agua!               | Padre Guillermo              | Mikel Rueda               |
| 2013 | Escuchame           |                              | Ruben Sainz               |
| 2021 | Polvo somos         | Estibaliz Urresola Solaguren |                           |

## Teatro
| Título                     | Director                    |
| -------------------------- | --------------------------- |
| Antigona                   | Vaiven Esteve Ferrer        |
| Arlequín...                | Antzerti Ferrucio Soleri    |
| Jacques y su amo           | Jordi Mesalles              |
| Las Troyanas               | Antzerti Luis Iturri        |
| Marat-sade                 | Agerre Teatroa Maite Agirre |
| El Relevo                  | Antonio Malonda             |
| Eclipse                    | Juan Pastor                 |
| La noche de bodas          | Garbi Losada                |
| Cuentos Ibericos           | Fran Lasuen                 |
| Paquetito                  | Trapuzarra Santi Ugalde     |
| Antigona                   | Sakana Esteban Polls        |
| Nekrassov                  | Juan Lillo                  |
| Ubu Rey                    |                             |
| Guillermo Tell esta triste | Antonio Malonda             |
| El ponche de los desos     | Peter Gadish                |
| La noche rusa              | Patxi Santamaría            |
| Aktibo Toxikoa             | Patxi Santamaría            |
| Oteiza textos y…           | Patxi Santamaría            |
| Ahulkiak                   | Patxi Santamaría            |